# Cathéter de Hickman
 (septembre 2014).
Si vous disposez d'ouvrages ou d'articles de référence ou si vous connaissez des sites web de qualité traitant du thème abordé ici, merci de compléter l'article en donnant les références utiles à sa vérifiabilité et en les liant à la section « Notes et références ».

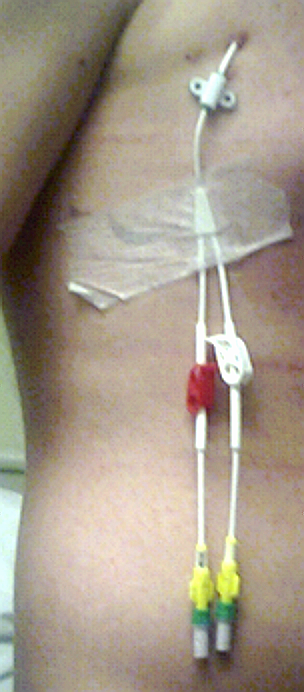
Un cathéter de Hickman.

Un cathéter tunnellisé, aussi appelé cathéter de Hickman, est un cathéter veineux central le plus souvent utilisé pour l'administration de la chimiothérapie ou d'autres médicaments, ainsi que pour le prélèvement de sang pour l'analyse. Certains types de cathéter tunnellisés sont utilisés principalement pour l'aphérèse ou la dialyse. 

## Description
Les cathéters de Hickman peuvent rester en place pendant de longues périodes et sont utilisés lorsque l'accès intraveineux pour une longue durée est nécessaire. Ils sont faits sous sédation ou sous anesthésie générale par un radiologue ou un chirurgien. Il s'agit de deux incisions, l'une à la veine jugulaire ou une autre veine ou rainure à proximité, et l'autre sur la paroi thoracique. À l'ancien site de l'incision (connu sous le nom de site d'entrée), un tunnel est créé entre ce site et un autre site d'incision (connu sous le nom du site de sortie), et le cathéter est poussé à travers ce tunnel jusqu'à ce qu'il « sorte » de ce deuxième site. Le point d'émergence se trouve là où les lumens sont considérées comme provenant de la paroi thoracique. 
Le cathéter à la surface du site d'entrée est ensuite inséré à travers le site d'accès et avancé dans la veine cave supérieure, de préférence à proximité de la jonction de celui-ci et l'oreillette droite du cœur. Le site d'entrée est suturé. Le cathéter à l'endroit de sortie est fixé au moyen d'un « manchon » sous la peau au niveau du site de sortie, et les lumières sont maintenus vers le bas par une gaze stérile ou un pansement centré sur le point de sortie, ce qui a également pour but de prévenir une contamination sur le site de sortie. Tout au long de la procédure, ultrasons et rayons X sont utilisés pour vérifier la position du cathéter.

## Historique
Les cathéters veineux pour longue durée sont devenus possibles en 1968, leur conception a tout d'abord été améliorée par Broviac et al. en 1973, puis en 1979 par Hickman et al. qui en modifie les principes en y intégrant le tunnel sous-cutané et la pose d'un brassard en Dacron pour former une barrière contre les infections. 

## Complications
Les complications potentielles du placement d'un tel cathéter comprennent l'hémorragie et un pneumothorax lors de l'insertion et la thrombose ou une infection à un stade ultérieur. Les patients avec une cathéter tunnelisé nécessitent donc un rincement périodiques de celui-ci avec de l'héparine, pour éviter qu'il ne soit bouché par des caillots de sang. 
Une prévention de la contamination sur le site de sortie et le fait de s'assurer que les lumières soient nettoyées fréquemment est particulièrement important pour les patients atteints de cancer, car ils peuvent être immunodéprimés en raison d'une chimiothérapie cytotoxique. La pyrexie est l'un des symptômes de la contamination. Ce symptôme ainsi que d'autres, tel qu'un gonflement ou un saignement sur le site de sortie, indiquent que le patient doit consulter un médecin dès que possible.